# Sauce à la menthe

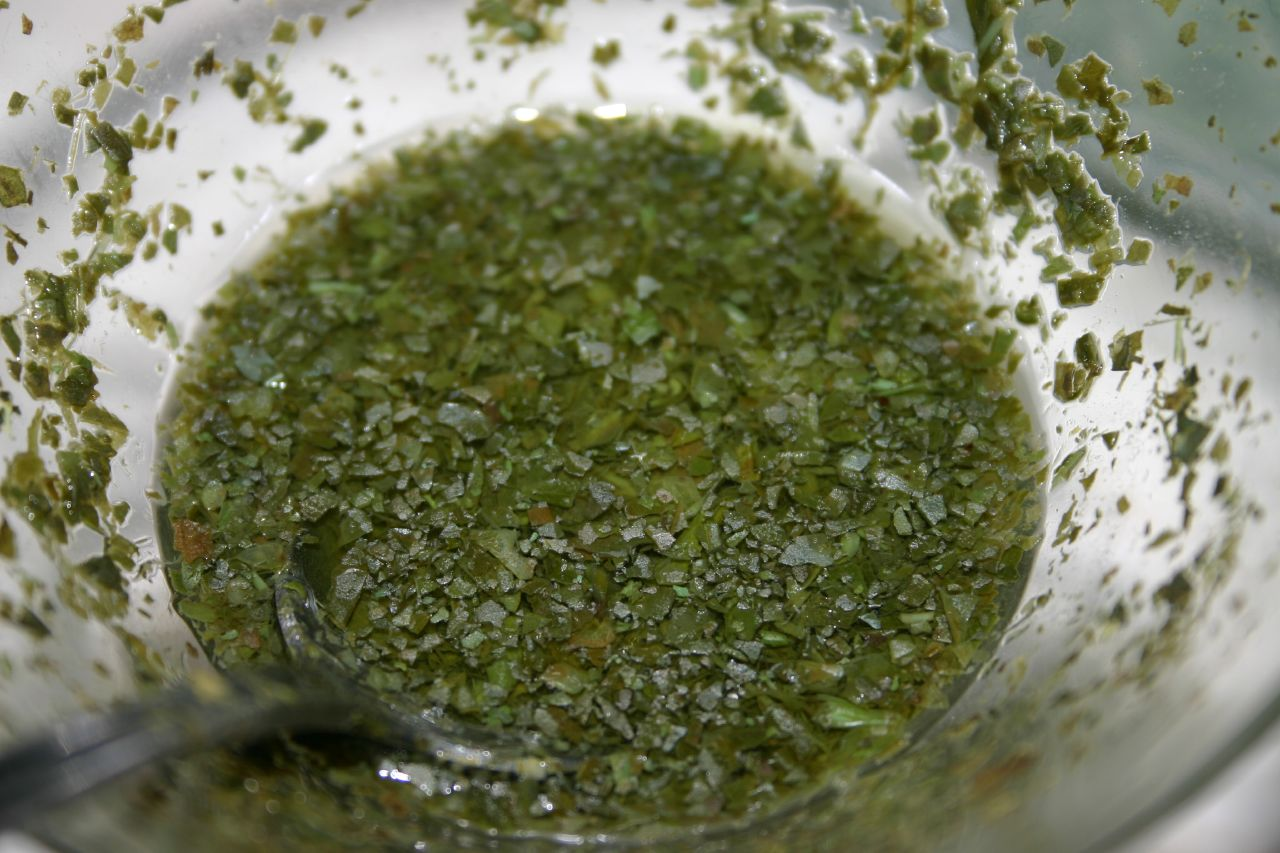
Sauce à la menthe.

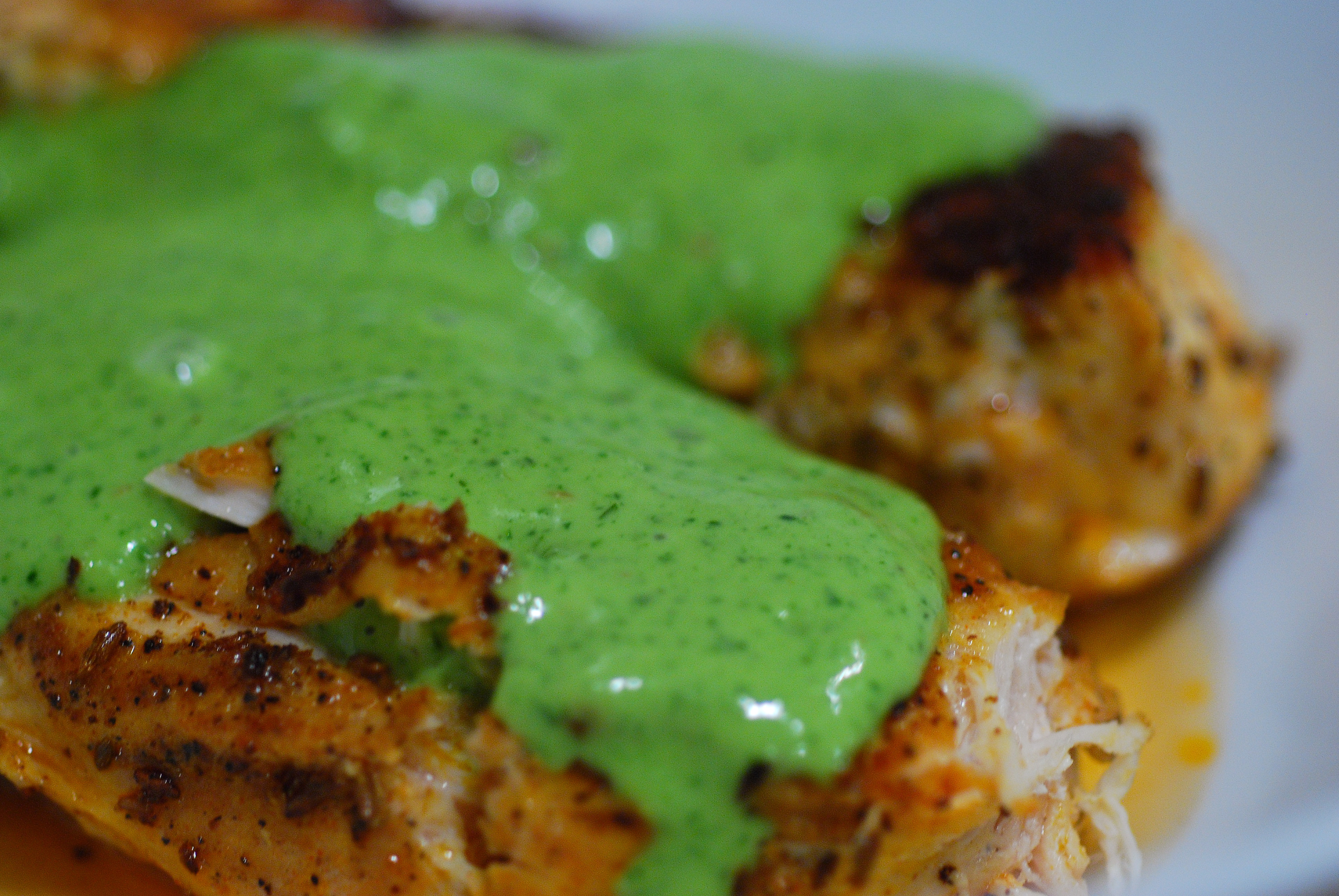
Gros plan de la sauce à la menthe persillée sur du poulet aux épices.

La sauce à la menthe est une sauce faite à partir de fines feuilles de menthe hachées, trempées dans le vinaigre, et d'une petite quantité de sucre. Parfois, le jus d'un citron vert pressé est ajouté. En Grande-Bretagne et en Irlande, elle est traditionnellement utilisée comme accompagnement du traditionnel gigot d'agneau ou, dans certaines régions, des mushy peas. Dans les recettes, la sauce à la menthe peut parfois être utilisée à la place de la menthe fraîche. Par exemple, elle peut être ajoutée au raïta.
La menthe peut également être ajoutée dans des sauces plus classiques à base de fond de veau, ou encore au Grand Marnier.
En Tunisie, elle se fait à base de menthe séchée et peut être servie en accompagnement d'un méchoui, d'une mloukhiya ou encore servir de base pour une vinaigrette pour salade. La menthe séchée ou fraiche hachée accompagne également de nombreux plats de la cuisine tunisienne.
La sauce à la menthe peut être utilisée dans certaines recettes en lieu et place de menthe fraîche. Elle peut être consommée sur des toasts ou du pain, et peut être ajoutée au yaourt pour faire un raïta parfumé à la menthe. Les sauces aigres-douces comme la sauce à la menthe étaient communes dans toute l'Europe médiévale (l'utilisation de la menthe étant plus fréquente dans la cuisine française et italienne durant cette période que dans l’anglaise) ; cependant, elle devint moins fréquente et disparut alors que l'Europe entrait dans l'ère moderne,.
Certaines préparation de sauces à la menthe peuvent inclure des fruits dans leur préparation, comme des framboises.

## Galerie

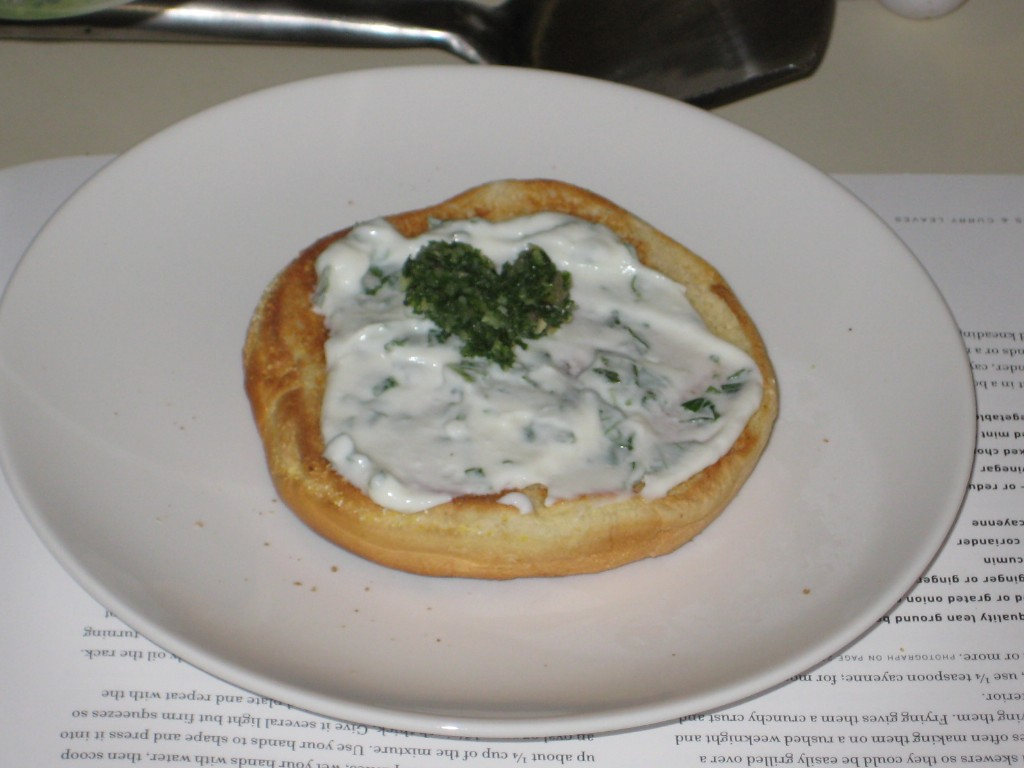
Sauce yoghourt-menthe.
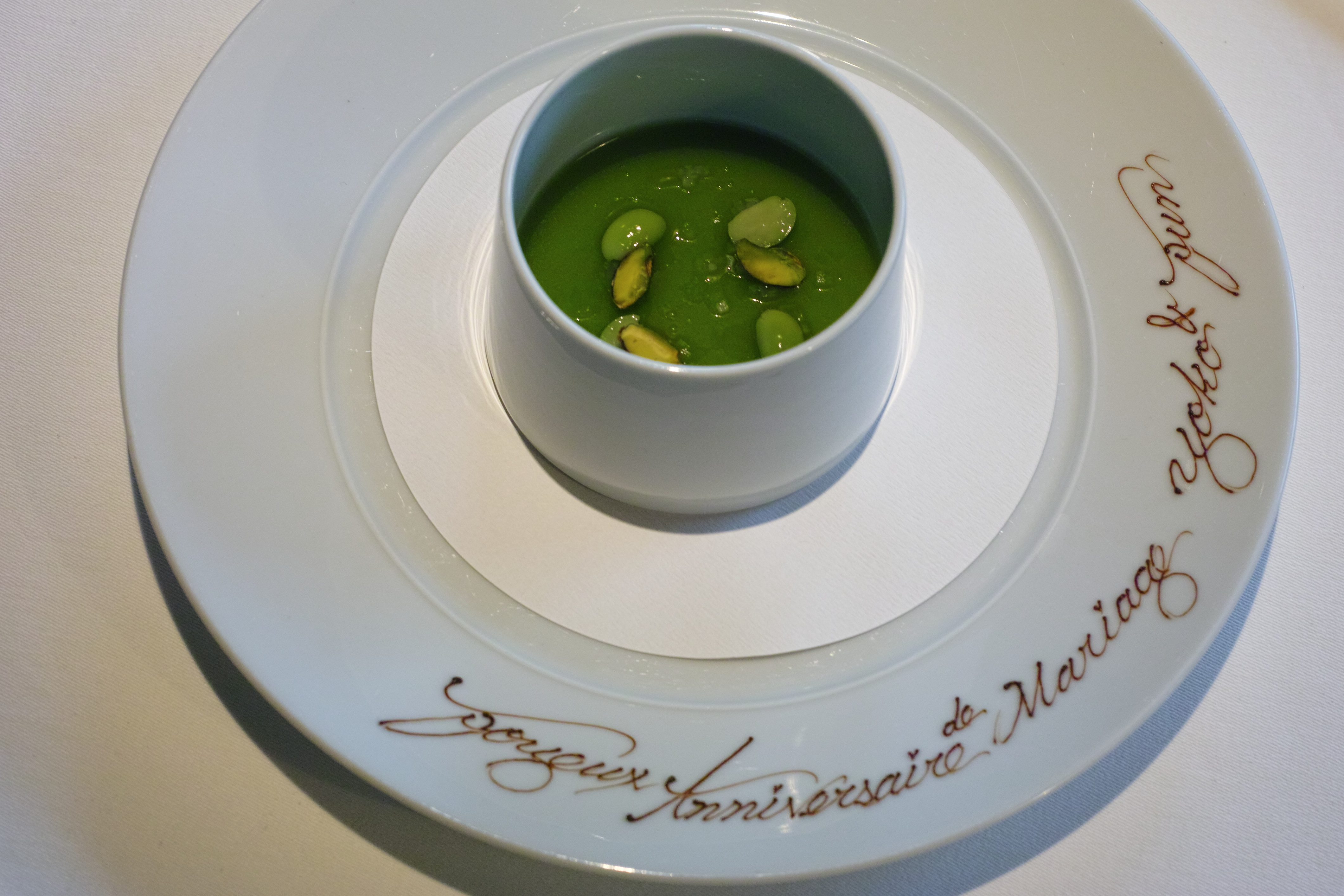
Panna cotta avec de la sauce à la menthe.
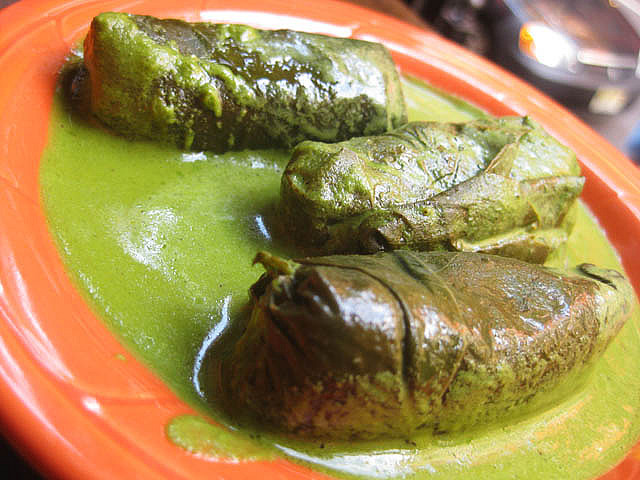
Feuilles de vigne farcies avec de la sauce yogourt-menthe.